# Centros de Investigación de Cataluña
Centros de Investigación de Cataluña, en catalán Centres de Recerca de Catalunya, más conocido por su acrónimo CERCA, es la denominación corporativa que designa un conjunto de centros de investigación de excelencia de la Generalidad de Cataluña, llamados Centros CERCA, y la institución que los ampara y coordina, denominada Institución CERCA o I-CERCA.
Su objetivo fundamental es garantizar el desarrollo del sistema de centros de investigación catalán; favorecer y maximizar las sinergias, la coordinación entre los centros y la cooperación estratégica; mejorar el posicionamiento, la visibilidad y el impacto de la investigación llevada a cabo y facilitar su interlocución con los distintos agentes públicos y privados. Su carácter es pluridisciplinar y comprende 39 centros de investigación distribuidos por el territorio catalán.

## Historia
El origen de CERCA se remonta al programa CERCA, creado en 2005 por la Dirección General de Investigación de la Generalidad de Cataluña con el objetivo de impulsar la actuación de los centros de investigación catalanes ya existentes: Instituto de Investigación y Tecnología Agroalimentarias (IRTA), Centro de Estudios Demográficos (CED), Centro Internacional de Métodos Numéricos en Ingeniería (CIMNE), Centro de Investigación Matemática (CRM) e Instituto de Física de Altas Energías (IFAE), entre otros. Se dotó a estas instituciones de investigación, que tenían diversa composición institucional, de unas directrices generales de actuación y visibilidad conjuntas que pudieran generar economías de escala . Su coordinación favoreció un mayor impacto de sus outputs científicos y tecnológicos.
El programa fundacional fue acogiendo los centros de investigación creados a partir del año 2000 como, por ejemplo, el Centro de Regulación Genómica (CRG), Instituto de Investigación Biomédica (IRB), el Instituto de Ciencias Fotónicas (ICFO) o el Instituto Catalán de Investigación Química (ICIQ).
Para continuar e impulsar esta dinámica de colaboración y sinergia, en 2010 fue creada por acuerdo de Gobierno la Fundación Institución de los Centros de Investigación de Cataluña (Institución CERCA o I-CERCA) con el objetivo de apoyar la proyección científica y corporativa de todos los centros CERCA y de incrementar sus posiciones de liderazgo en el ámbito internacional.
La idea de asociar algunos centros de investigación, manteniendo su autonomía funcional, se atribuye al economista y político Andreu Mas-Colell, responsable del Departamento de Universidades, Investigación y Sociedad de la Información (2000- 2003) y consejero de Economía y Conocimiento (2010-2016).

## La Institución
La Institución CERCA es una fundación del sector público, participada mayoritariamente por la Generalidad de Cataluña. Tiene su sede en la Vía Layetana, 2, de Barcelona, en el edificio de la Transmediterránea, obra del arquitecto Julio María Fossas Martínez. La Fundación está regida por un Patronato, presidido por el Consejero del Gobierno de la Generalidad responsable del área de investigación, e integrado por vocales que representan a los principales Departamentos de la administración catalana. Cuenta también con una Comisión delegada y con un Director y está inscrita en el Registro de Fundaciones de la Generalidad de Cataluña con el número 2648.

### Funciones
Según los estatutos de CERCA, aprobados el 16 de junio de 2010, la actuación de la institución tiene las siguientes funciones y objetivos específicos:
- Contribuir a la presencia internacional de los centros de investigación de la Generalidad.
- Facilitar y promover la adopción de políticas conjuntas en gestión de la investigación, desarrollo científico y transferencia de conocimiento, identificando y aprovechando las sinergias y economías de escala.
- Contribuir a potenciar la cooperación y el intercambio científico de los centros de investigación con los mejores centros y universidades de todo el mundo, impulsando la investigación interdisciplinaria, los programas transversales coordinados, la movilidad de los investigadores y la atracción y retención de talento a nivel internacional.
- Incrementar y facilitar la transferencia de conocimiento al sector empresarial ya la sociedad en general, así como el apoyo, asesoramiento e impulso para la creación de empresas derivadas ( spin-off ) a partir de patentes o resultados generados.
- Potenciar en el ámbito de los centros de investigación la implicación y compromiso del sector económico y empresarial y de la sociedad en general.

### Actuación y resultados
La política científica en relación con los centros CERCA se ha desarrollado en un marco de consenso político y de colaboración institucional, especialmente con otras instituciones de investigación, como universidades y hospitales. El gobierno catalán financia aproximadamente el 25% del presupuesto de los centros CERCA, mientras el resto proviene de las instituciones participantes, de proyectos competitivos, de contratos privados o de actividades de mecenazgo .
Los resultados científicos de los centros CERCA a lo largo de estos años han sido heterogéneos, pero bastante remarcables. Durante el período 2012-2014 los centros CERCA han publicado cerca de 20.000 artículos en revistas incluidas en el Web of Science y 1116 artículos han recibido la consideración de “altamente citados”. La ratio de coautorías con un autor extranjero ha llegado al 53% y sólo un 9,2% de los artículos nunca han recibido ninguna citación. El índice de impacto de citación relativa (RCI) –que relaciona el número de citas obtenidas comparándolo con otros artículos de la misma revista y año– es de 2,5, es decir, dos veces y media por encima de la citación media.
Otro hecho destacable que pone que evidencia el nivel de la excelencia de los centros CERCA son las 172 ayudas de investigación del Consejo Europeo de Investigación (ERC), en sus diversas modalidades (Starting, Consolidator, Advanced, Prove of Concept y Synergy) que se han obtenido durante estos años. Además, un 65% de los centros CERCA actúan como coordinadores de los proyectos H2020 de la Unión Europea .
CERCA ha promovido entre sus centros la obtención del reconocimiento HRS4R de la Comisión Europea . En la actualidad 26 de los centros CERCA han obtenido este reconocimiento por parte EU-Euraxess. En 2014 CERCA adhirió en bloque a todos sus centros en el Charter & Code de Euraxess. Posteriormente, ha contribuido a que en 2020 haya 37 centros CERCA con la acreditación HRS4R Excellence.

## Centros CERCA
Los centros CERCA son instituciones, públicas o privadas, dedicadas a la investigación con sede en Cataluña . Para poder convertirse en centros CERCA, las instituciones deben cumplir una serie de condiciones que garantizan la calidad de su actuación y la excelencia de sus resultados científicos. Entre otros, deben ser centros de personalidad jurídica propia, sin ánimo de lucro y creados o participados por la Administración catalana.

### Condiciones
La institución de investigación que quiera convertirse en centro CERCA debe superar una evaluación científica llevada a cabo por un comité externo. El reconocimiento oficial es concedido por parte del Departamento competente en materia de investigación, tras superar favorablemente la evaluación inicial y comprobar que se cumplen las condiciones relativas a su estatus jurídico, a su funcionamiento administrativo ya los resultados de sus actividades científicas.
Concretamente, los centros CERCA deben:
- Ser un organismo independiente con personalidad jurídica propia, participado por la administración catalana, que tenga por objeto principal la investigación científica de excelencia.

- Aplicar un modelo de gestión privada con máxima flexibilidad y máxima autoexigencia, con base en una programación plurianual de la actividad, plasmada en un Plan estratégico y una supervisión ex post que respeta la autonomía de cada centro.
- Tener una gobernanza eficaz, jerarquizada, basada en una dirección con amplios poderes que se deriven del órgano de gobierno del centro ante el que responden.
- Tener una plantilla de personal investigador dimensionada por tener impacto internacional y estar estructurado en grupos de investigación dirigidos por científicos de prestigio internacional contrastado y con gran rotación de investigadores postdoctorales.
- Desarrollar una búsqueda de frontera orientada al impacto científico y económico y la mejora del bienestar social e individual.
- Disponer de financiación estructural significativa y estable a través de contratos programa con la Generalidad de Cataluña. También deben aplicar una política de captación de talento sobre la base de una definición de la carrera científica de su personal investigador, de acuerdo con las peculiaridades de cada campo y las estrategias de contratación escogidas por cada centro.

- Contar, de forma indispensable, con el asesoramiento y evaluación periódica de un comité científico externo internacional de alto nivel. Este comité debe garantizar la aplicación de prácticas y criterios de acuerdo con los estándares internacionales de excelencia en el campo de la investigación.

### Lista de centros
Los centros miembros de CERCA cubren todas las disciplinas científicas y están distribuidos por el territorio catalán, aunque muchos de ellos tienen su sede en la conurbación barcelonesa y mantienen vinculaciones físicas con las universidades y otras instituciones de investigación.
En cuanto a su número, han superado favorablemente la evaluación inicial y son considerados centros CERCA las siguientes 42 instituciones.
- Agrotecnio – Centro de Investigación en Agrotecnología
- CED – Centro de Estudios Demográficos
- CIMNE – Centro Internacional de Métodos Numéricos en Ingeniería
- CRAG – Centro de Investigación en Agrigenómica
- CREAF – Centro de Investigación Ecológica y Aplicaciones Forestales
- CREI – Centro de Investigación en Economía Internacional
- CRG – Centro de Regulación Genómica
- CRM – Centro de Investigación Matemática
- CTFC – Centro Tecnológico Forestal de Cataluña
- CTTC – Centro Tecnológico de Telecomunicaciones de Cataluña
- CVC – Centro de Visión por Computador
- i2CAT – Internet e Innovación Digital en Cataluña
- I3PT - Instituto de Investigación e Innovación Parc Taulí
- IBEC – Instituto de Bioingeniería de Cataluña
- IBEI - Instituto Barcelona de Estudios Internacionales
- ICAC – Instituto Catalán de Arqueología Clásica
- ICFO – Instituto de Ciencias Fotónicas
- ICIQ – Instituto Catalán de Investigación Química
- ICN2 – Instituto Catalán de Nanociencia y Nanotecnología
- ICP – Instituto Catalán de Paleontología Miquel Crusafont
- ICRA – Instituto Catalán de Investigación del Agua
- ICRPC – Instituto Catalán de Investigación en Patrimonio Cultural
- IDIBAPS – Instituto de Investigaciones Biomédicas August Pi i Sunyer
- IDIBELL – Instituto de Investigación Biomédica de Bellvitge
- IDIBGI - Instituto de Investigación Biomédica de Gerona Dr. Josep Trueta
- IEEC – Instituto de Estudios Espaciales de Cataluña
- IFAE – Instituto de Física de Altas Energías
- IGTP – Instituto de Investigación en Ciencias de la Salud Germans Trias i Pujol
- IISPV – Instituto de Investigación Sanitaria Pere Virgili
- IJC – Instituto de Investigación Contra la Leucemia Josep Carreras
- IMIM - Instituto Hospital del Mar de Investigaciones Médicas
- IPHES – Instituto Catalán de Paleoecología Humana y Evolución Social
- IRSJD - Instituto de Investigación San Juan de Dios
- IR-Sant Pau – Instituto de Investigación del Hospital de la Santa Cruz y San Pablo
- IRB Barcelona – Instituto de Investigación Biomédica
- IRB Lleida – Instituto de Investigación Biomédica de Lérida
- IREC - Instituto de Investigación en Energía de Cataluña
- IrsiCaixa – Instituto de Investigación del Sida IrsiCaixa
- IRTA - Instituto de Investigación y Tecnología Agroalimentarias
- IsGlobal – Instituto de Salud Global de Barcelona
- VHIO – Valle de Hebrón Instituto de Oncología
- VHIR – Valle de Hebrón Instituto de Investigación

## Líneas de actuación
Cada uno de los centros CERCA goza de total autonomía en la realización de sus actuaciones científicas y tecnológicas. Ahora bien, CERCA tiene por misión garantizar un adecuado desarrollo del sistema de centros de investigación catalán, favorecer y maximizar las sinergias, la coordinación entre los centros y la cooperación estratégica, mejorar el posicionamiento, la visibilidad y el impacto de la investigación llevada a término y facilitar la interlocución con los distintos agentes públicos y privados.
Estas sinergias se han traducido en una serie de actuaciones comunes en relación con la evaluación de la investigación, la transferencia de conocimiento, la gestión y estructuración de los centros y otros programas que buscan una mayor sociabilización y visibilidad de los resultados de la investigación y de los agentes humanos implicados en la investigación.

### Asesoramiento organizativo, administrativo y económico
La principal función de la Institución CERCA es dar cobertura a los aspectos relacionados con la organización de los Centros CERCA, su supervisión y control económicos, estudiar los aspectos jurídicos y hacer seguimiento de la actividad de los centros y de sus contratos programa con la Generalidad de Cataluña.
El área jurídica de I-CERCA lleva a cabo las tareas técnicas de secretaría y/o de soporte jurídico en 20 órganos de gobierno de centros CERCA. Estos órganos tienen distintas denominaciones dependiendo de su forma jurídica. La actividad incluye el asesoramiento previo a las convocatorias y la confección de los órdenes del día, así como la asistencia a las reuniones de los órganos de gobierno delegados, en su caso. 
Desde el servicio económico se analiza la documentación económica de los centros y se les asesora sobre su situación económico-financiera y patrimonial. El apoyo organizativo y administrativo de I-CERCA en los centros también ofrece cobertura a los procedimientos de selección e incorporación de nuevos directores de centros ya la organización de talleres (workshops) específicos.

### Evaluación de la investigación
La evaluación científica es una de las principales actividades que coordina y promueve I-CERCA. Los centros deben superar una evaluación científica externa favorable para poder obtener el reconocimiento como centro CERCA y también deben someterse periódicamente (cada 4 o 5 años) a una evaluación científica externa, de acuerdo con los estándares internacionales de calidad científica .
La evaluación se realiza mediante criterios de transparencia, externalidad e independencia. Un comité internacional, formado por expertos independientes de reconocido prestigio y nombrado específicamente para cada uno de los centros CERCA, visita la sede física del centro, entrevista a los responsables y valora el grado de cumplimiento de los objetivos que cada centro CERCA se había fijado por en los últimos tres años de actividad, en particular en relación con el output científico, la transferencia de resultados, la contratación de investigadoras, la gestión administrativa y la visibilización e impacto de los resultados científicos.
El comité de evaluación elabora un informe ejecutivo con recomendaciones a implementar en un período de cinco años. Cada centro obtiene una valoración alfabética (A, B, C, D) en función de su rendimiento, que puede afectar a la financiación del centro y, en su caso, a su propia viabilidad.
Los centros CERCA fueron objeto de una primera evaluación general durante el período 2012-2013; una segunda evaluación general de todos los centros se lleva a cabo en el período 2016-2018.

### Transferencia de conocimiento
Aunque en términos de output científico, la trayectoria de los centros CERCA ha sido más que notable, tradicionalmente, una de las principales carencias del sistema catalán de ciencia y tecnología ha sido la transferencia de resultados. Por eso, I-CERCA actúa como plataforma de promoción para todos los centros CERCA, consciente de la necesidad de coordinar esfuerzos en el ámbito de la transferencia de conocimiento .

#### GÍNJOL
I-CERCA ha promovido diversas actuaciones en materia de transferencia de resultados, entre las que destaca el programa GÍNJOL, un fondo de patentes destinado a potenciar la protección de la propiedad intelectual e industrial de los resultados de la investigación de los centros.

#### Premios Pionero

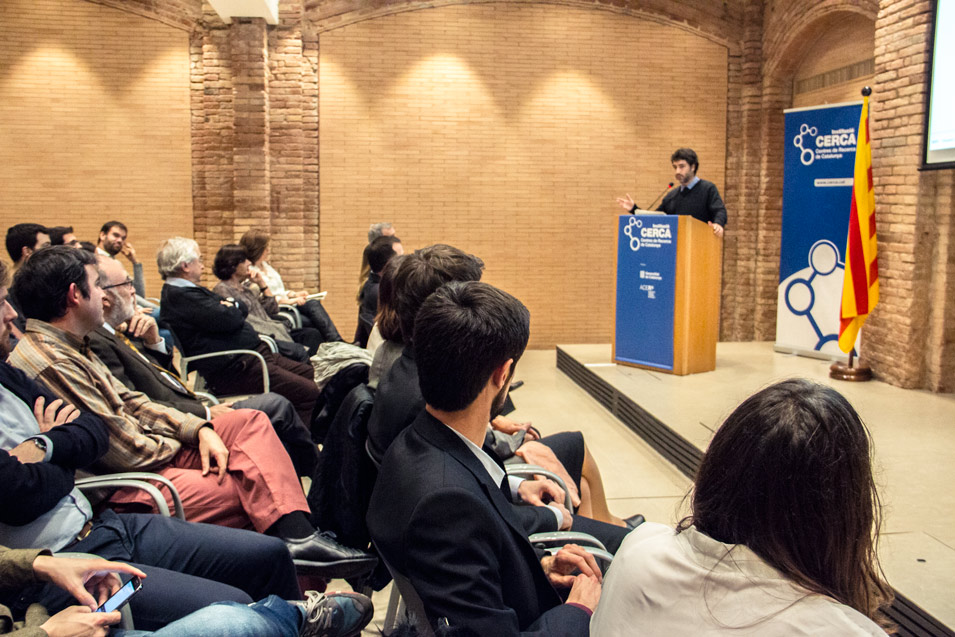
Jornada de entregas de los Premios Pionero 2015

CERCA promueve anualmente los Premios Pionero, con el objetivo de distinguir a aquellos investigadores de centros CERCA que han defendido en los últimos 18 meses una tesis doctoral que esté destinada al fortalecimiento de la tecnología o de un producto con interés industrial o comercial y que pueda contribuir significativamente al desarrollo de políticas públicas .

### SUMA (Programa de Integración de Centros CERCA)
CERCA ha impulsado el programa SUMA destinado a incentivar proyectos dirigidos a incrementar la masa crítica y la competitividad de las líneas de investigación de los centros CERCA. El objetivo final de este programa es conseguir unas estructuras integradas de mayor  competitividad científica. Como resultado de este trabajo, los centros CERCA han pasado de 47 estructuras en 2011 a un total de 40 en 2018.

### Mujer y ciencia
I-CERCA quiere favorecer la presencia de mujeres en los cargos más altos de la ciencia dado que actualmente estos cargos no están ocupados de forma proporcional al número de mujeres cualificadas. Por eso, ha incorporado medidas específicas para favorecer en los centros de investigación de excelencia en Cataluña la implantación de la perspectiva de género. La acción con mayor visibilidad internacional ha sido un vídeo producido por CERCA destinado a evitar sesgo de género inconsciente en el proceso de selección de investigadoras.
I-CERCA dispone de una comisión asesora específica para la diversidad donde debatir y proponer herramientas y medidas específicas dirigidas a suprimir estos sesgos y barreras que permitan no desperdiciar un capital humano altamente cualificado.